# Théodore Ralli
Théodore Jacques Ralli o Theodorus Rallis (nombre completo: Theodoros Rallis-Scaramanga ; en griego: Θεόδωρος Ράλλης; Constantinopla, 16 de febrero de 1852 - 2 de octubre de 1909, Lausana ) fue un pintor, acuarelista y dibujante griego, que pasó la mayor parte de su vida laboral en Francia y Egipto. 
Pintó obras de género, retratos, figuras locales, temas arquitectónicos, interiores con figuras y animales. Pero es más conocido por sus pinturas orientalistas .

## Biografía

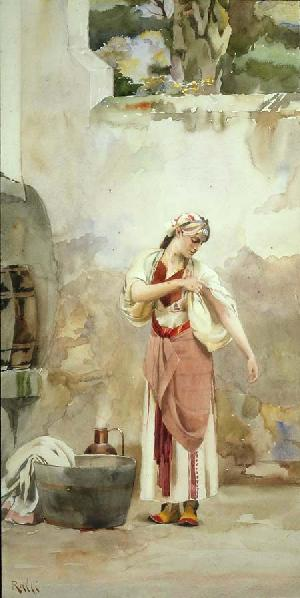
Belleza griega

Fue enviado a París bajo el patrocinio del rey Otto de Grecia y estudió con Jean-Léon Gérôme, pintor y profesor francés en la Ecole des Beaux-Arts, y con Jean-Jules-Antoine Lecomte du Nouy, ambos conocidos por sus pinturas orientalistas.  
Ralli viajó luego mucho por el norte de África y Medio Oriente, estableciéndose por un tiempo en El Cairo, Egipto. Aquí encontró su inspiración para el misticismo romántico y la sensualidad sugerente de sus muchas pinturas orientalistas. Sus otras pinturas de género eran a menudo recuerdos nostálgicos de la vida y las costumbres de su tierra natal griega, que retrató con una reverencia delicada y conmovedora. Sus pinturas fueron elaboradas con gran atención al detalle, con gran atención al vestuario y las expresiones faciales. Las diversas fuentes de luz en sus pinturas, como los rayos de luz, las velas o las brasas brillantes en la chimenea, se presentan en colores suaves. 
La primera exposición de Rallis fue en el Salón en 1875. A partir de 1879 expuso regularmente en la Royal Academy de Londres. Fue miembro de la Société des Artistes Français, donde recibió una mención de honor en 1885, y una medalla de plata en 1889 por todo su trabajo. Expuso sus pinturas en el Salón de Rouen (1897, 1903, 1906 y 1909) y también en Atenas durante los Juegos Olímpicos de 1896. También fue miembro del jurado en 1900 en la Exposition Universal de París. En 1901 se convirtió en Caballero de la Legión de Honor.
Después de su muerte, lentamente fue casi olvidado. Es revelador que su nombre ni siquiera está incluido en el Diccionario de Arte Grove. La mayoría de sus pinturas se encuentran todavía en colecciones privadas. Solo unos pocos museos compraron sus obras. Algunas de sus pinturas fueron subastadas en el siglo XX, pero solo obtuvieron precios modestos. Sin embargo, últimamente, sus pinturas han sido redescubiertas y se están subastando a precios que son diez veces mayores que hace algunos años, alcanzando precios de 30,000 a 100,000 euros. El 14 de noviembre de 2007 se subastó un estudio para la pintura "Refectorio en un monasterio griego (Monte Athos)" por 200,000 euros en Sotheby's en Londres. Pero en enero de 2008, la pintura real "Refectorio en un monasterio griego (Monte Athos)" (1885) se subastó al precio récord absoluto de 670,000 euros a un coleccionista griego en una subasta en Gante, Bélgica. Esto fue seguido por la venta de su óleo sobre lienzo, titulado 'Orando antes de la comunión en Megara' (1890), en la subasta celebrada el 25/5/2008. Logró un asombroso precio de 600,000 £. (Ver el  catálogo de Bonhams, re. 'The Greek Sale' del 20/5/08, Lote 36, p42-45, cuatro páginas de ilustración. )

## Museos
- Pinacoteca Nacional Griega, Atenas (2 pinturas
- Louvre, París (una pintura)
- Sídney (una pintura)

## Obras seleccionadas
- Orando en una iglesia griega, el monte Parnaso 1876
- Encantador de boas en el harén (1882) (óleo sobre lienzo)
- Encantador de serpientes en el harén (1882) (óleo sobre lienzo)
- Estela del Bajá de Tánger (1884) (óleo sobre lienzo)
- Refectorio en un monasterio (Monte Athos) (1885) (óleo sobre lienzo)
- Odalisca reclinada (1885) (óleo sobre lienzo)
- Concubina durmiente (1885) (óleo sobre lienzo)
- La Demoiselle (1887) (óleo sobre lienzo)
- Oraciones de la tarde (1890) (óleo sobre lienzo)
- Orando antes de la comunión, Megara (1890) (óleo sobre lienzo) (presentado en el Salón de 1890)
- En la mezquita, 1891
- Costurera (1895) (óleo sobre lienzo)
- Drama en el harén (1908) (óleo sobre lienzo) (presentado en el Salón de 1908)
- Jerusalén
- Ante el muro de Salomón en Jerusalén
- Mujer en Ar interior
- Niñas en la iglesia ortodoxa
- Bendición (óleo sobre lienzo)
- Mujer campesina descansando (acuarela y lápiz)
- Niña en la iglesia, vela en mano (óleo sobre lienzo)
- Dos camellos en el desierto (acuarela realzada con gouache)
- ¡Ah! Mujer celosa entre mujeres celosas (óleo sobre lienzo)
- El favorito del sultán
- La oferta
- El baño (óleo sobre lienzo)
- Joven belleza (óleo sobre lienzo)
- Una belleza griega (acuarela sobre papel)
- Retrato de una niña griega (Helena de Megara) (óleo sobre panel)
- Dos viejos sabios conen turbantes (acuarela)
- Retrato de un hombre de verde (óleo sobre lienzo sobre cartulina)
- Durmiendo en la iglesia (óleo sobre lienzo)
- Entrada a la tumba de María en Jerusalén (acuarela)
- Instrucción religiosa en una mezquita argelina (óleo sobre lienzo)
- Girl Spinning Wool (óleo sobre panel)
- Retrato del artista